# D-brana
In teoria delle stringhe, le D-brane o per esteso brane di Dirichlet sono brane caratterizzate dal fatto di essere le ipersuperfici su cui poggiano i punti estremi delle stringhe aperte, che su esse si muovono con le condizioni al contorno di Dirichlet
Le condizioni al contorno di Dirichlet sono comunemente utilizzate nello studio dei fluidi e nelle teorie dei potenziali, nei casi in cui compaiono quantità discrete e ben definite in condizioni-limite. Nella fluidodinamica, per esempio, fissare una condizione al contorno di Dirichlet significa assegnare una determinata velocità a tutti i punti della superficie di un fluido; studiando l'elettrostatica, si può stabilire una condizione al contorno fissando la tensione elettrica per conoscere i valori di una determinata posizione, come la superficie di un materiale conduttore. In entrambi questi casi, le posizioni per la quale sono specificati dei valori (la superficie del fluido e quella del conduttore) sono dette D-brane.
Queste entità matematiche rivestono una notevole importanza nel campo della teoria delle stringhe, dal momento che il concetto di stringa aperta ha molti punti in comune con la nozione di D-brana.
Le D-brane vengono solitamente classificate per la loro dimensione, che è indicata da un numero scritto dopo la D: una D0-brana rappresenta un punto, una D1-brana (chiamata anche D-stringa) una linea, una D2 brana un piano, una D25-brana rappresenta un possibile spazio previsto dalla teoria delle stringhe.

## Basi teoriche

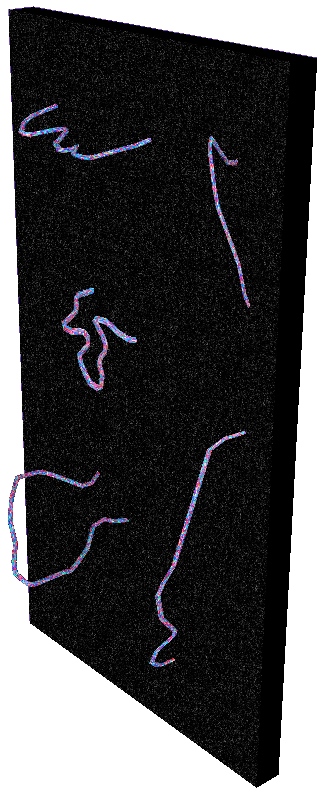
Una D-brana con 5 stringhe collegate ad essa.

Molte versioni della teoria delle stringhe includono due tipi di stringhe: stringhe aperte, con gli estremi liberi, e stringhe chiuse con gli estremi uniti a formare un anello. Conseguenza dell'azione di Nambu-Goto è che l'energia possa fluire lungo una stringa e che, una volta giunta ad un'estremità libera, essa possa sfuggire dalla stringa e svanire. Ciò pone un problema: la conservazione dell'energia impone che l'energia non possa svanire dal sistema.
Nonostante ciò, un consistente numero di versioni della teoria delle stringhe include spazi nei quali l'energia può lasciare una stringa e scomparire: questi spazi sono le D-brane; ogni teoria delle stringhe che descrive stringhe aperte deve fare ricorso alle D-brane: le estremità libere delle stringhe aperte sono collegate a una D-brana. In questo senso le D-brane sono entità reali, proprio come le stringhe.
Dal momento che le estremità di una stringa aperta non si possono separare dalla D-brana, essa rappresenta la condizione al contorno dell'equazione che descrive i movimenti della stringa stessa: le sue estremità possono muoversi liberamente in direzioni parallele alla D-brana, ma la loro posizione è fissa sulla brana rispetto alle altre dimensioni perpendicolari alla brana stessa; in altre parole, la D-brana determina se la posizione di una stringa obbedisce alle condizioni al contorno di Neumann (nel caso di movimenti lungo direzioni parallele alla brana) o a quelle di Dirichlet (movimenti perpendicolari alla brana). Posso esistere inoltre stringhe con condizioni al contorno miste, con estremità che soddisfano l'una Dirichlet e l'altra Neumann.
Se le dimensioni spaziali p soddisfano le condizioni al contorno di Neumann, le estremità della stringa sono costrette a muoversi all'interno di un iperpiano a p dimensioni. Tale iperpiano risulta essere una Dp-brana.
La varietà di stringhe aperte collegate ad una D-brana contiene modi associati alla fluttuazione della brana, il che rende questi oggetti dinamici. Quando {\displaystyle N} D-brane sono molto vicine, cresce il numero di questi modi: un modo genera una teoria di gauge non-abeliana, un altro è costituito da matrici dimensionali {\displaystyle N\times N}  per ogni dimensione trasversale alle brane; gli autovalori di queste matrici, se esse possono essere diagonalizzate, definiscono la posizione delle {\displaystyle N} D-brane nello spazio.
In generale, le brane sono descritte da una geometria non commutativa, che permette comportamenti esotici come l'effetto Myers, per cui un gruppo di Dp-brane si può espandere in una D(p+2)-brana.
Ogni particella elementare è ritenuta essere il risultato di stati vibrazionali di stringhe quantistiche, per cui è lecito chiedersi se anche le D-brane siano qualcosa costituito da stringhe. In un certo senso la risposta risulta essere affermativa: nella gamma di particelle previste teoricamente dalla teoria delle stringhe, se ne incontra una detta tachione, avente proprietà decisamente strane, come una massa espressa in numeri immaginari.
Consideriamo una D-brana di estensione indefinita nello spazio e avente numero di dimensioni pari a quelle del nostro universo (la teoria delle stringhe richiede una D25-brana). Le stringhe connesse a questa brana si muovono lungo un campo di tachioni che vivono nel volume della D-brana; altre brane, di dimensioni inferiori, possono esistere nel volume della brana-universo. Queste brane possono essere pensate come famiglie di tachioni coerenti, così come un raggio laser è un insieme di fotoni coerenti.
Il concetto di condensato dei tachioni è un concetto essenziale in questa situazione: Ashoke Sen ha fatto notare come nella teoria di stringa tipo IIB, il condensamento dei tachioni permette (in assenza dei flussi di Neveu-Schwarz) che un'arbitraria configurazione di D-brane possa essere ottenuta da un insieme di D9 e antiD9-brane. Edward Witten ha mostrato in seguito come questa configurazione possa essere classificata nella K-teoria dello spazio-tempo

## Cosmologia delle brane
La teoria delle stringhe implica che l'universo abbia un numero di dimensioni superiore a quello a noi familiare (per la precisione la teoria bosonica delle stringhe prevede 26 dimensioni, quella delle superstringhe lavora in un universo a 10 dimensioni); dove sono queste dimensioni extra? Una possibilità è che l'universo visibile sia in realtà una estesa D-brana con più di tre dimensioni spaziali. Gli oggetti materiali, costituiti da stringhe aperte, sono legati a questa brana-universo e non possono muoversi lungo direzioni perpendicolari alla brana stessa (non possono abbandonare questo universo). Questo scenario è considerato una possibile cosmologia delle brane.
È interessante notare come la forza di gravità non sia generata da stringhe aperte: il gravitone, la particella che trasporta l'interazione gravitazionale, è generato dalle vibrazioni di stringhe chiuse; dal momento che le stringhe chiuse possono esistere anche separate da una D-brana, effetti gravitazionali osservabili in una D-brana possono essere causati anche da oggetti appartenenti a un'altra brana.

## D-brane e teorie di gauge

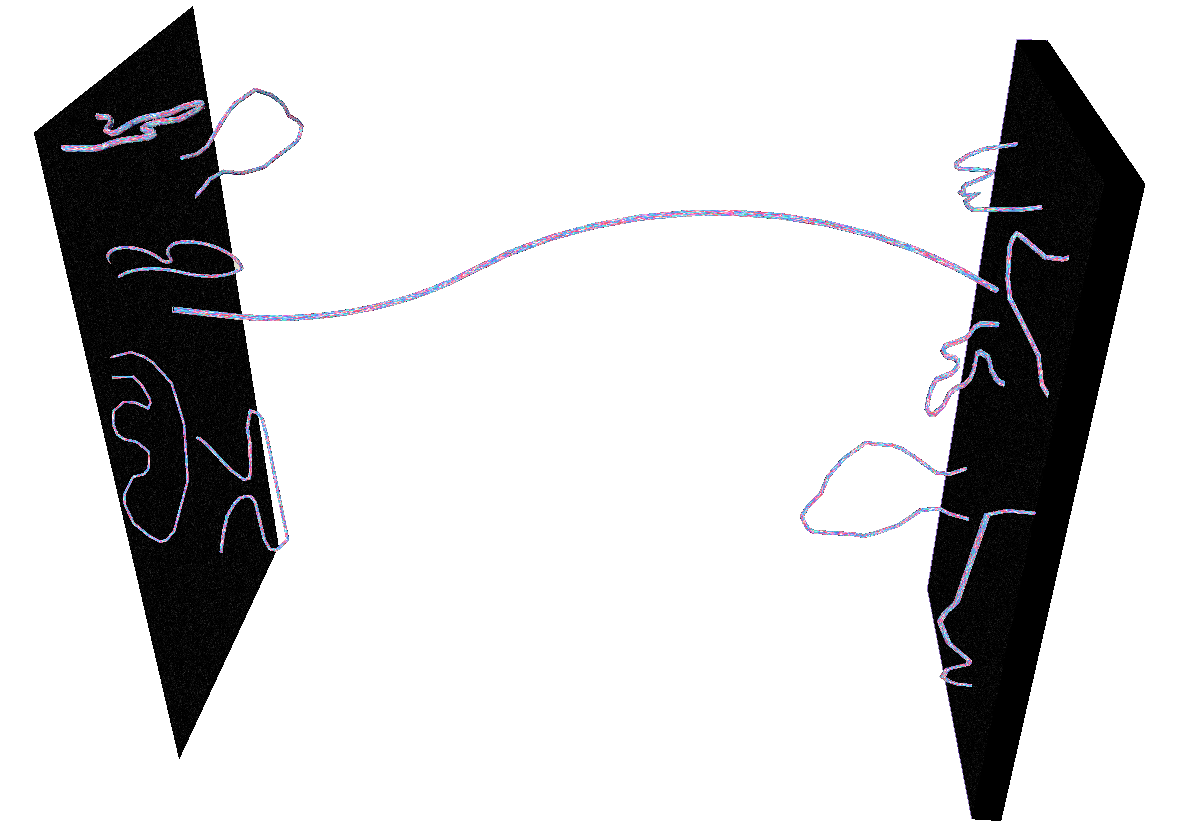
Una D2-brana e una D3-brana collegate da una stringa.

La disposizione di un certo numero di D-brane determina gli stati in cui possono esistere le stringhe: prese per esempio due D2-brane parallele fra loro, si possono immaginare facilmente stringhe aperte che colleghino le due brane; in questo caso, le stringhe permesse non possono che ricadere in due precise categorie: quelle che 'partono' dalla brana 1 e arrivano alla seconda e quelle che partendo dalla brana 2 si legano alla prima. In simboli matematici, ci troviamo di fronte ai settori {\displaystyle [1\ 2]} e {\displaystyle [2\ 1]}; ovviamente una stringa può anche iniziare e terminare sulla stessa brana, costituendo i settori {\displaystyle [1\ 1]} e {\displaystyle [2\ 2]} (i numeri nelle parentesi sono detti indici di Chan-Paton, ma in questo caso servono semplicemente ad identificare diverse brane).
Le stringhe appartenenti ai settori {\displaystyle [1\ 2]} e {\displaystyle [2\ 1]} hanno una lunghezza minima: non possono essere più corte della distanza che separa le due brane. Ogni stringa possiede una tensione intrinseca, alla quale ci si deve opporre per allungare questi oggetti: occorre cioè compiere un lavoro e in definitiva fornire energia alla stringa. Per la teoria della relatività speciale di Einstein, fornire energia ad una stringe significa aumentarne la massa (attraverso l'equazione {\displaystyle E=mc^{2}}). La distanza fra le due brane determina quindi in ultima analisi anche la massa minima che le stringhe aperte devono possedere.
In aggiunta a ciò, fissare le estremità di una stringa a una D-brana influenza il modo in cui la stringa può muoversi o vibrare. Dal momento che le particelle nella teoria delle stringhe non sono altro che differenti modalità di vibrazione delle stringhe, la disposizione delle D-brane determina il tipo di particelle presenti. Il caso più semplice è senza dubbio il settore {\displaystyle [1\ 1]} incontrato precedentemente, considerando una Dp-brana con p dimensioni: come conseguenza dell'azione di Nambu-Goto (applicando le regole della meccanica quantistica alle stringhe), si ritrova, nell'insieme delle particelle teoricamente prodotte dalle vibrazioni delle stringhe, il fotone, il quanto fondamentale dell'elettromagnetismo. Si è costruita insomma una versione in p-dimensioni delle equazioni elettromagnetiche di Maxwell. 
In questo senso, la teoria delle stringhe predice l'elettromagnetismo; dal momento che non possono esistere stringhe aperte senza una D-brana associata, si può dire che ogni D-brana implichi un campo elettromagnetico.
Altre particelle emergono dalle vibrazioni delle stringhe che iniziano e terminano sulla stessa D-brana: molte sono particelle senza massa, proprio come il fotone, dette particelle scalari senza massa; una Dp-brana in uno spazio a d dimensioni (ovviamente con d > p) genererà esattamente d - p particelle scalari (senza la polarizzazione tipica dei fotoni); si può osservare come questo numero di particelle scalari sia uguale al numero di dimensioni perpendicolari alla D-brana.
La geometria della brana è strettamente legata alla teoria quantistica dei campi delle particelle esistenti sulla brana: le particelle scalari sono infatti eccitazioni di Goldstone della brana, ovvero differenti modi in cui la simmetria dello spazio vuoto può essere rotta. Una D-brana in un universo vuoto rompe la simmetria tra le direzioni dello spazio, dal momento che assegna particolare importanza a ciascuna delle d - p dimensioni perpendicolari alla brana.
La versione quantistica dell'elettromagnetismo è un esempio di teoria di gauge, in particolare una teoria di gauge U(1) dove il gruppo di gauge è costituito da matrici di ordine 1. Le D-brane possono essere utilizzate per generare teorie di gauge di ordine superiore, come mostra l'esempio che segue:
Consideriamo un insieme di N Dp-brane, per semplicità parallele fra loro; le brane sono chiamate 1, 2,..., N. Le stringhe aperte di questo esempio possono assumere diverse conformazioni (possono appartenere a diversi settori, vedi sopra): possono iniziare e terminare sulla stessa brana i, assegnandole un campo elettromagnetico di Maxwell e un certo numero di particelle scalari prive di massa; possono anche collegare una brana i ad un'altra brana j. Vale la pena chiedersi se qualche settore di stringhe può interagire con un altro e se sì, quali: un meccanismo intuitivo di interazione fra stringhe è quello che vede due stringhe con una estremità in comune (o, visto nell'altro senso, quello che vede una stringa dividersi in due stringhe figlie). Dal momento che le estremità delle stringhe sono costrette a giacere su una D-brana, è evidente che una stringa del tipo {\displaystyle [1\ 2]} potrà interagire con una {\displaystyle [2\ 3]}, ma non con {\displaystyle [3\ 4]} o {\displaystyle [4\ 17]}. La massa di queste stringhe dipenderà dal grado di separazione tra le brane; per semplicità, possiamo immaginare di avvicinare sempre più due brane, fino a quando non risulteranno sovrapposte: se le consideriamo ancora come oggetti distinti, avremo gli stessi settori considerati in precedenza, senza però l'effetto della separazione delle brane.
Lo stato di particella senza massa generata da stringhe aperte in un sistema di N D-brane genera un insieme di campi quantistici che corrisponde esattamente a una teoria di gauge U(N) (la teoria delle stringhe in realtà contiene altre interazioni, le quali sono però rilevabili solo ad altissime energie). 
In conclusione, le teorie di gauge non sono state introdotte partendo dal concetto di stringhe, tuttavia queste ultime costituiscono un utile strumento che permette di spiegare tali teorie, indipendentemente dal fatto che rappresentino o meno la "teoria del tutto".

## D-brane e buchi neri
Le D-brane vengono utilizzate con successo anche nello studio dei buchi neri. Fino al 1970, i fisici si chiedevano se anche i buchi neri avessero un'entropia. Immaginiamo che un buco nero assorba una massa di gas incandescente: dal momento che il gas non può più sfuggire all'attrazione gravitazionale del buco nero, la sua entropia sembrerebbe essere sparita dall'universo. Per mantenere valida la seconda legge della termodinamica, si potrebbe ipotizzare che il buco nero acquisti l'entropia originariamente posseduta dal gas. Tentando di applicare i principi della meccanica quantistica allo studio dei buchi neri, Stephen Hawking scoprì che un buco nero emette energia sotto forma di radiazione termica; la temperatura di questa radiazione, detta radiazione di Hawking è data dall'equazione:
{\displaystyle T_{\rm {H}}={\frac {\hbar c^{3}}{8\pi GMk_{B}}},}
dove G è la costante di gravitazione universale, M la massa del buco nero e kB la costante di Boltzmann.
Usando questa equazione per calcolare la temperatura della radiazione di Hawking e assumendo che un buco nero di massa nulla abbia entropia uguale a zero, si possono utilizzare le nozioni termodinamiche per ricavare la cosiddetta entropia di Bekenstein:
{\displaystyle S_{\rm {B}}={\frac {k_{B}4\pi G}{\hbar c}}M^{2}.}
L'entropia di Bekenstein è proporzionale al quadrato della massa del buco nero; dal momento che anche il raggio di Schwarzschild è proporzionale alla massa del buco nero, risulta che l'entropia di Bekenstein è proporzionale alla superficie del buco nero, come risulta chiaro dall'equazione:
{\displaystyle S_{\rm {B}}={\frac {Ak_{B}}{4l_{\rm {P}}^{2}}},}
dove lP è la lunghezza di Planck.
Il concetto di entropia di un buco nero comporta importanti conseguenze: in una situazione ordinaria, un sistema possiede un'entropia data dall'elevato numero di microstati dai quali possono derivare le condizioni macroscopiche osservate; per esempio, in un contenitore pieno di un gas, da differenti posizioni degli atomi del gas può derivare la stessa energia totale del sistema. Un buco nero, tuttavia, è ritenuto un oggetto con davvero poche caratteristiche determinate (esso non ha capelli, come recita una famosa frase del fisico John Wheeler). Quali possono essere dunque i gradi di libertà che possono assegnare al buco nero la sua entropia?
I teorici delle stringhe hanno costruito modelli speculativi nei quali i buchi neri non sono altro che stringhe estremamente lunghe (e quindi con massa elevata). Questi modelli danno un valore dell'entropia di un buco nero di Schwarzschild che concorda in prima approssimazione con il valore atteso, ma deve ancora essere ricercata una prova definitiva in questo senso. La principale difficoltà sta nel fatto che mentre è relativamente semplice calcolare i gradi di libertà posseduti dalle stringhe quando esse non interagiscono tra loro, è più complesso eseguire questo calcolo in presenza di interazioni fra le stringhe (un'analogia può essere fatta con lo studio termodinamico dei gas ideali: non considerare le interazioni fra gli atomi dei gas è l'approssimazione più semplice da fare, mentre entrando nell'ambito della teoria cinetica dei gas e considerando forze intermolecolari, come le forze di Van der Waals lo studio diventa più complesso).
Per calcolare l'entropia di un buco nero, perciò, bisogna ricorrere alle interazioni fra stringhe, senza le quali non si avrebbe la formazione del buco nero.
Questo procedimento richiede l'introduzione della supersimmetria; in particolari casi, l'entropia del buco nero calcolata in regime di non-interazione tra stringhe resta valida anche nel corrispondente supersimmetrico. La sfida che attende i fisici è elaborare un modello di buco nero che non rompa la supersimmetria: negli ultimi anni, ciò ha portato all'introduzione di buchi neri esistenti fuori dalle D-brane. L'entropia di questi ipotetici oggetti concorda con l'entropia di Bekenstein attesa. Sfortunatamente tutti i casi studiati coinvolgono spazi con un alto numero di dimensioni (D5-brane in spazi a nove dimensioni, per esempio): non si possono applicare ai familiari buchi neri di Schwarzschild presenti nel nostro universo.

## Storia delle D-brane
Le condizioni al contorno di Dirichlet e le D-brane hanno avuto un lungo "periodo di incubazione" prima che il loro vero significato fosse pienamente compreso. Una sintesi tra le condizioni al contorno di Dirichlet e quelle di Neumann fu utilizzata da Warren Siegel nel 1976 per ridurre le dimensioni utilizzate dalla teoria delle stringhe aperte da 26 a 4 (Siegel citò un precedente lavoro mai pubblicato di Halpern e un articolo del 1974 di Chodos e Thorn, ma rileggendo queste ricerche si nota come siano più vicine al concetto di dilatone che alle condizioni al contorno di Dirichlet); l'opera di Siegel però a quel tempo fu poco considerata. 
L'uso delle condizioni al contorno applicato alle coordinate spazio-temporali (definendo anche il cosiddetto D-istantone) fu introdotto da Michael Green nel 1977 per definire, nella teoria delle stringhe, oggetti puntiformi necessari alla definizione dell'interazione forte.
La compattificazione delle stringhe studiata da vari fisici (Harvey, Minahan, Ishibashi, Onogi, Pradisi e Sagnotti) negli anni 1987-89 implica anch'essa le condizioni al contorno di Dirichlet.
Nel 1989 i fisici Horava, Dai, Leigh e Polchinski scoprirono che la T-dualità scambiava tra loro le condizioni al contorno di Neumann e quelle di Dirichlet; questo risultato confermò che le condizioni al contorno comparivano ogni volta che si consideravano stringhe aperte. Nel suo articolo, Dai coniò il termine Dirichlet-brane (abbreviato in seguito in D-brane) per denominare questi oggetti. Sempre in quell'anno Leigh dimostrò che le D-brane sono governate dall'azione di Dirac-Born-Infeld.
Il D-istantone è stato studiato approfonditamente da Green agli inizi degli anni novanta, mentre nel 1994 Polchinski ha dimostrato che esso è responsabile dell'effetto non-perturbativo di stringa previsto da Shenker. Nel 1995 sempre Polchinski dimostrò che le D-brane generano i campi elettrici e magnetici di Ramond-Ramond, richiesti dalla teoria delle stringhe.